# نارکیسو سولدان
نارکیسو سولدان (انگلیسی: Narciso Soldan; ۱۱ دسامبر ۱۹۲۷ – ۳۰ ژوئیهٔ ۱۹۸۷) بازیکن فوتبال اهل ایتالیا بود.
از باشگاه‌هایی که در آن بازی کرده‌است می‌توان به باشگاه فوتبال اینتر میلان، باشگاه فوتبال تورینو، باشگاه فوتبال کاتانیا، باشگاه فوتبال تریستیانا و باشگاه فوتبال آ.ث. میلان اشاره کرد.